# Залесе (гміна Краснічин)
Залесе (пол. Zalesie) — село в Польщі, у гміні Красничин Красноставського повіту Люблінського воєводства. Населення — 46 осіб (2011).

## Історія
За даними етнографічної експедиції 1869—1870 років під керівництвом Павла Чубинського, у селі переважно проживали римо-католики, меншою мірою — греко-католики, які здебільшого розмовляли українською мовою.
У 1975—1998 роках село належало до Холмського воєводства.

## Демографія
Демографічна структура станом на 31 березня 2011 року:
|          | Загалом | Допрацездатний вік | Працездатний вік | Постпрацездатний вік |
| -------- | ------- | ------------------ | ---------------- | -------------------- |
| Чоловіки | 18      | 1                  | 14               | 3                    |
| Жінки    | 28      | 2                  | 14               | 12                   |
| Разом    | 46      | 3                  | 28               | 15                   |